# Čtyřlístek (komiks)

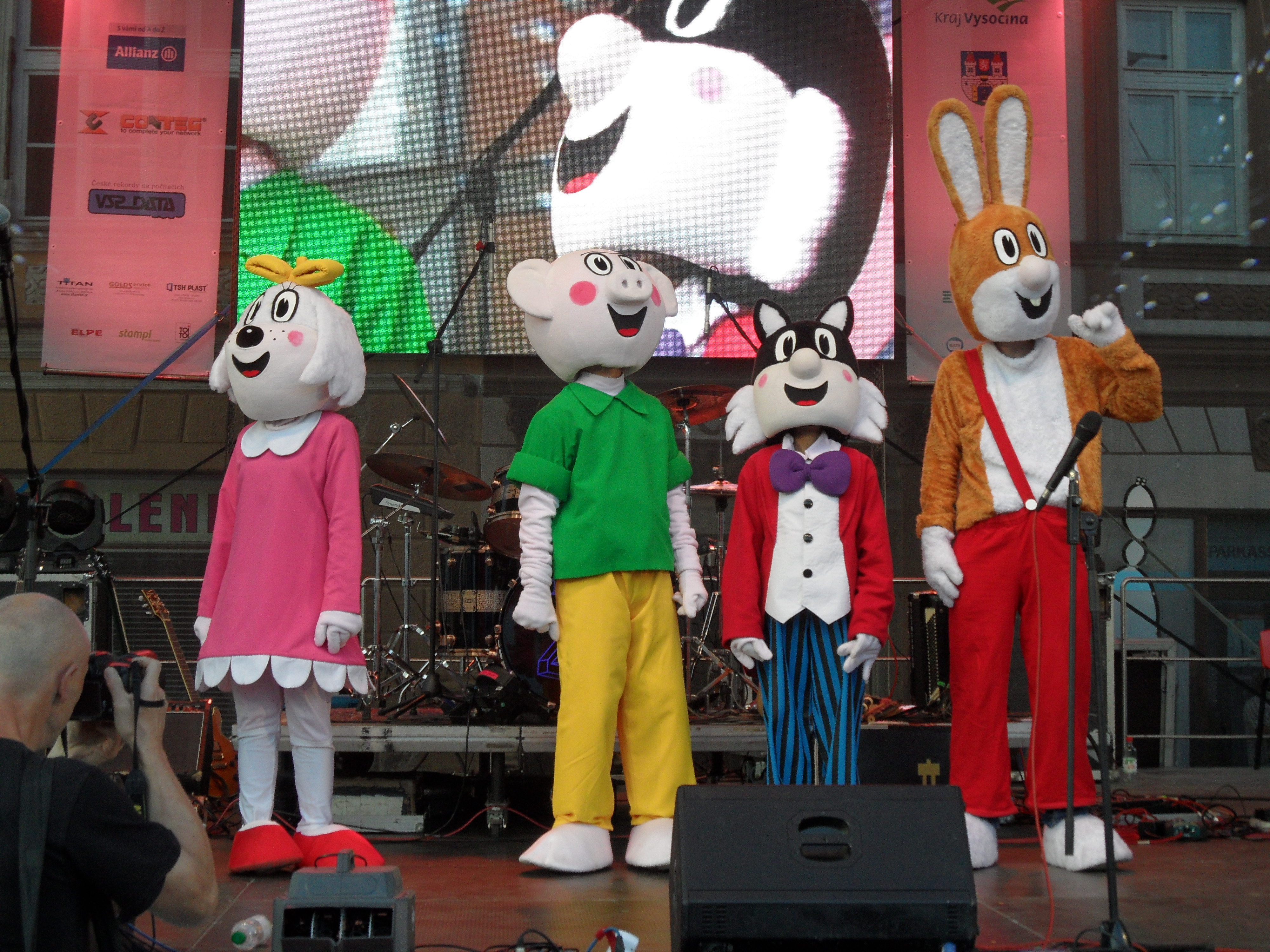
Postavy Čtyřlístku

Čtyřlístek je jeden z nejznámějších a nejdéle česky vycházejících komiksů, mezi českými dětmi se podle průzkumu v roce 2014 jedná o komiks nejoblíbenější. Komiks vychází od 15. května 1969 ve stejnojmenném časopisu a jeho ilustrátorem a prvním autorem je Jaroslav Němeček (* 1944), většinu scénářů v prvních desetiletích psala Ljuba Štíplová (1930–2009), v současnosti je tvoří několik autorů, kteří se v psaní jednotlivých epizod střídají. Komiks se později rozšířil i do jiných časopisů i samostatných komiksových knih. Seriál se stal českou komiksovou klasikou, v roce 2009 byl v anketě webu Komiksárium vyhlášen desátým nejlepším českým komiksem všech dob.
Ve 20. letech 21. století začali některé příběhy ilustrovat Dan Černý či Richard Svitalský.

## Postavy
Seriál má čtyři hlavní hrdiny, žijící ve společném domku ve fiktivní obci Třeskoprsky, která se nachází u rybníka Blaťáku pod hradem Bezzubem. Předlohou pro Třeskoprsky byly severočeské Doksy, v jejichž blízkosti má autor komiksu Jaroslav Němeček chalupu. Rybník Blaťák pak symbolizuje Máchovo jezero, hrad Bezzub zase blízký Bezděz. V domku je zelený nábytek, protože zelený nábytek měl na chalupě i Jaroslav Němeček.
| Jméno    | Zobrazen(a) jako… | Charakteristika |
| -------- | --- | --- |
| Myšpulín | černobílý kocour; v bílé košili s červeným sakem, modrými kalhotami s proužky, fialovým motýlkem a černobílými botami | vynálezce: geniální profesor a vynálezce, který ve své laboratoři vymýšlí a konstruuje různé vynálezy, které často zachrání hrdiny ze šlamastyky. Pro svou bystrou mysl je přirozeným vůdcem Čtyřlístku. Zpravidla je také řidičem jejich starožitného červeného auta. Jeho nejznámější vzorec je 1 a 1 jsou 2 (1 – Vynález prof. Myšpulína). Jeho první vynálezem bylo malé rádio.                                                                                                  |
| Bobík    | prase; v zelené košili a žlutých kalhotách                                                                            | jedlík a silák: Bobík je charakterizován jako sportovec, ale spíše jako silák než atlet. Jeho síla mu v různých spletitých situacích přichází vhod, protože je nebojácný, ale často i popudlivý. Někdy se pere s Pinďou, kterého většinou přemůže. Má též zálibu v dobrém jídle, takže má občas problémy s nadváhou. Někdy zastupuje Myšpulína jako řidič (164 – Únos). Dle slov Ljuby Štíplové před tím, aby Čtyřlístek účinkoval jako pionýři, „ochránil“ Bobík tím, že byl prase. |
| Fifinka  | bílá fena; v růžovofialových šatech s krajkou, červenými lakýrkami, bílými ponožkami a žlutou mašlí                   | kuchařka: stará se o domácnost, vaří, uklízí a zašívá oblečení. Nemá ráda nepořádek, a když po sobě ostatní členové Čtyřlístku neuklízejí, dokáže se pořádně rozčílit (70 – Velké překvapení). Jinak má však mírnou a citlivou povahu. Dbá o svůj zevnějšek a někdy je trochu parádivá (135 – Zámek bez klíče, 87 – Vzpoura robotů). |
| Pinďa    | zajíc; v červených kalhotách s jednou kšandou                                                                         | strašpytel: Pinďa je pravděpodobně nejméně výraznou postavou. Je tichý a bojácný, ale často dokáže svůj strach překonat (115 – Hodina duchů). Kromě toho je vynikající běžec (100 – Zvláštníí vydáání) a díky svým dlouhým uším dobře slyší, takže někdy dokáže vyzvědět tajné úmysly nepřátel (69 – Sedlo a stáj, 42 – Modrý přízrak). V moderních dílech občas zmiňován jako školou povinný.                                                                                       |
| Zádrhel  | s písmenem Z na hrudi a černé brýle                                                                                   | doktor, později označován i jako profesor, nepřítel Myšpulína. Objevil se ve třech číslech prvních ročníků (1969-70), poté v několika číslech v letech 1991-4, po jednom čísle v letech 2005-6, a dále již několikrát ročně od roku 2010 až dodnes (2024); teprve v roce 2010 bylo odhaleno jeho křestní jméno Kazimír. |

## Autoři
- Jaroslav Němeček (* 1944), scenáristou 1969–dodnes
- Vladimír Urban, scenáristou 1969
- Ludmila Kolářová Junková (* 1915), scenáristkou 1969–1975
- Ljuba Štíplová (* 1930–2009), scenáristkou 1970–2009
- Dagmar Vránová, scenáristkou 1970
- Zuzana Brodová, scenáristkou 1970
- Pavel Šrut (Petr Karmín), scenáristou 1972
- Petr Chvojka (společný pseudonym se Stanislavem Havelkou – Stanislav Hojka), scenáristou 1989–2010
- Stanislav Havelka (společný pseudonym s Petrem Chvojkou – Stanislav Hojka) (* 1939), scenáristou 1989–2018
- Jiří Čehovský (pseudonymy: Karel Ladislav, s Janem Endrýsem – Milan Dvorský, Tomáš Nový) (* 1947), scenáristou 1989–2009
- Jan Endrýs (společné pseudonymy s Jiřím Čehovským – Milan Dvorský, Tomáš Nový) (1949–2021), scenáristou 1989–2003
- Josef Lamka (* 1931–2009), scenáristou 1991–2009
- Libuše Koutná, scenáristkou 1991–1992
- Hana Lamková (* 1934), scenáristkou 1992–dodnes
- Jiří Poborák (* 1942), scenáristou 1992–dodnes
- Marcela Šebestová, píše recepty v kuchařkách 1993–dodnes
- Jiří Šebesta, expedice 1994-dodnes
- Lenka Kovářová, scenáristkou 2000–2003
- Karel Taufman, scenáristou 2004–dodnes
- Martina Bobková, scenáristkou 2007–2011
- Eva Pitrová, scenáristkou 2008–2014
- Sabina Remundová, scenáristkou 2010
- Richard Svitalský (* 1974), scenáristou 2010–dodnes, příležitostný ilustrátor
- Slavomír Svitalský (* 1976), scenáristou 2010–2013
- Tomáš Srb, scenáristou 2011–dodnes
- Tereza Čeňková, scenáristkou 2013–dodnes
- Renata Mauserová, scenáristkou 2013
- Radim Krajčovič, scenáristou 2014–dodnes
- Jana Netřebová, scenáristkou 2014–dodnes
- Robert Tamchyna, scenáristou 2015–dodnes
- Eva Tamchynová, scenáristkou 2015
- Dan Černý, scenáristou 2019–dodnes, příležitostný ilustrátor
- Jiří Walker Procházka (* 1959), scenáristou 2021–dodnes
- a další[5]

## Fenomén Čtyřlístek

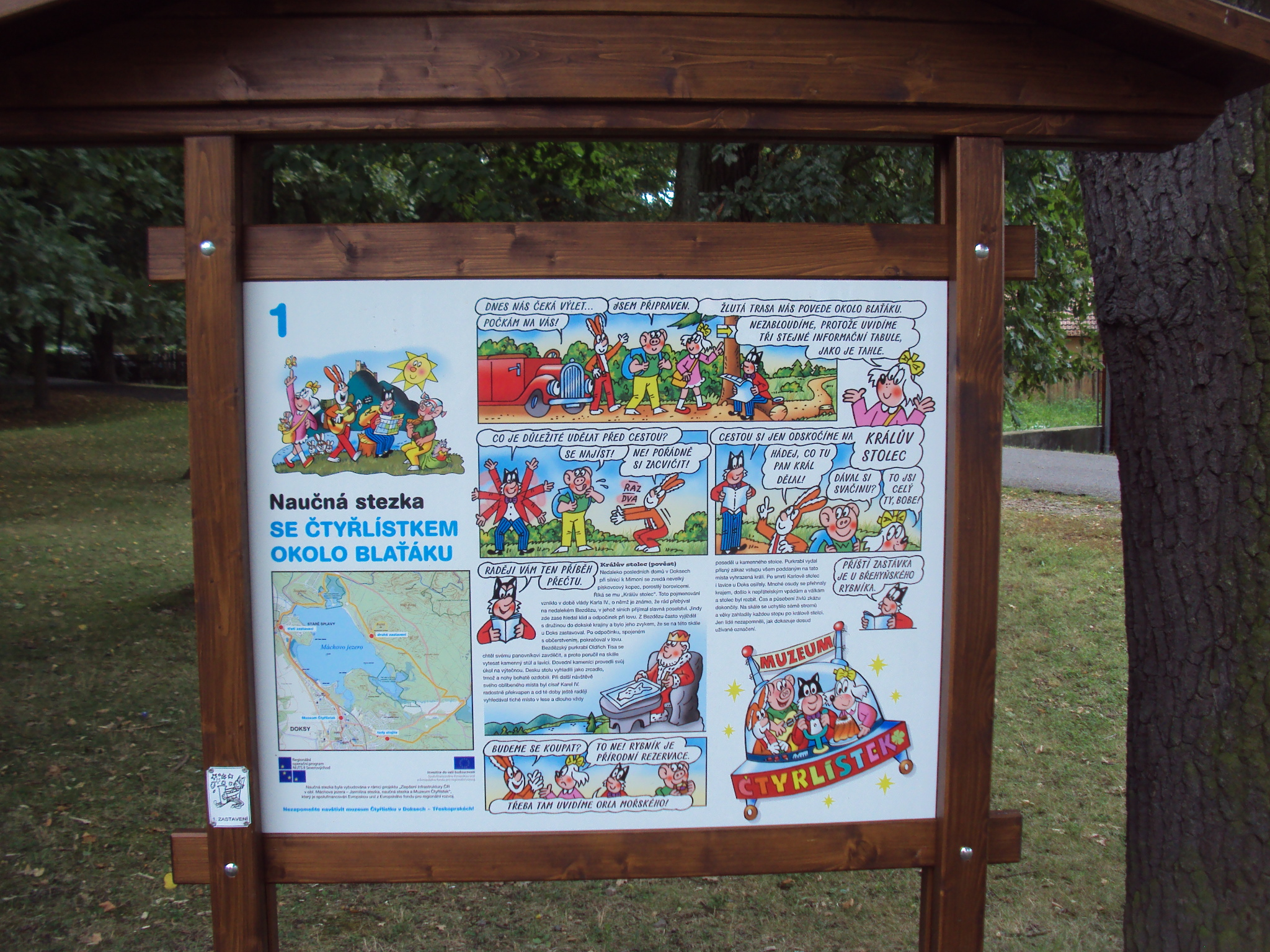
Čtyřlístek na naučné stezce

V letech 2010 až 2011 Česká pošta vydala čtyři poštovní známky s postavami Čtyřlístku. První z nich (Fifinka) byla vydána koncem dubna 2010, poslední Bobík pak v květnu 2011.
V prosinci 2011 bylo v podkroví knihovny v Doksech (komiksových Třeskoprskách) otevřeno unikátní Muzeum Čtyřlístku. V dubnu 2012 byla v návaznosti na vybudování muzea otevřena i naučná stezka Se Čtyřlístkem okolo Blaťáku, kde je prohlídka Doks a přilehlých oblastí zprostředkována návštěvníkům prostřednictvím právě komiksového Čtyřlístku.
V roce 2019 slaví 50. výročí svého vzniku. Na toto výročí vyšla publikace První půlstoletí v Třeskoprskách.
Jako všeobecně známý komiks bývá Čtyřlístek také velmi často parodován. Nejznámější parodií jsou příběhy na serveru strach.cz (část současně na ctyrlistky.cz Archivováno 12. 10. 2021 na Wayback Machine.), které mění obsah bublin v jednotlivých komiksových okénkách ze Čtyřlístku, čímž glosuje aktuální politické i společenské události doma i ve světě. Tento originální nápad byl dokonce nominován v prestižní soutěži webových stránek Křišťálová lupa, kde ve své kategorii obsadil v letech 2010 a 2011 třetí místo.

### Audioknihy
Vyšlo také několik audionahrávek:
- V letech 1992/93 vyšly tři audikoazety se čtyřmi příběhy s písničkami, z toho dva byly podle již vyšlých komiksů s přidaným Zádrhelem:
  - Zádrhel se vrací
    - 1000 mil Afrikou
    - 1000 mil prérií

  - Poklad kapitána Kida
  - Jak se chodí do pohádky

Obsazení: Fifinka – Romana Sittová, Myšpulín – Miroslav Vladyka, Bobík – Marek Eben, Pinďa – Martin Zounar, Zádrhel – Jiří Schmitzer, Zádrhelka – Jaroslava Kretschmerová a další.
- V letech 2001/02 vyšly dva příběhy v podání herců divadla Sklep:
  - Čtyřlístek v pohádce (audioverze stejnojmenné knihy)
  - Čtyřlístek a drak

Obsazení: Myšpulín – Tomáš Hanák, Bobík – Milan Šteindler, Fifinka – Magdalena Reifová, Pinďa – David Novotný, vypravěč – Václav Vydra.
- V roce 2013 vyšla nahrávka podle filmu Čtyřlístek ve službách krále
- V roce 2016 bylo vydáno CD 4× Čtyřlístek.

### Filmová podoba
Čtyřlístek se dočkal také filmových zpracování.
Na začátku 90. let byly natočeny Ivanem Renčem tři krátké animované filmy Myš, která prochází zdí (1990), Signály z neznáma a Pes na stopě (1991), které vyšly na videokazetách.
Po dvaceti letech byl v úzké spolupráci s Jaroslavem Němečkem připraven celovečerní 3D animovaný film Čtyřlístek ve službách krále, který měl (odloženou) premiéru 28. února 2013.
Šest let nato vstoupilo na stříbrné plátno Velké dobrodružství Čtyřlístku (první uvedení 4. dubna 2019). Jde o čtyři příběhy Čtyřlístku, jež si jeho členové vyprávějí u táboráku. Film byl natočen k 50. výročí komiksu na Němečkův námět.

### Videohry
Příběhy Čtyřlístku vycházely jako 3D počítačové hry mezi roky 2001 a 2005. Hry vyšly v edici CD-Romek 14, 15, 16, 17, 18, 19, 20, 21, 22, 24, 26, 28, 30, 32, 34, 36, 38 a 40. V Rumunsku vyšel ještě díl 42. První tři díly 14, 15 a 16 vyšly také přeložené do angličtiny, francouzštiny, němčiny, ruštiny, portugalštiny, maďarštiny, bulharštiny, turečtiny, litevštiny a estonštiny. Jako 2D adventura ještě vyšla v roce 2002 PC hra Čtyřlístek a strašidelný hrad.

## Fotogalerie
Na 27. ročníku festivalu Pelhřimov – město rekordů (v sobotu 10. června 2017, v rámci galavečera) obdržel Čtyřlístek certifikát Rekordman roku v kategorii Světový unikát z České knihy rekordů jako nejdéle vycházející český komiks.

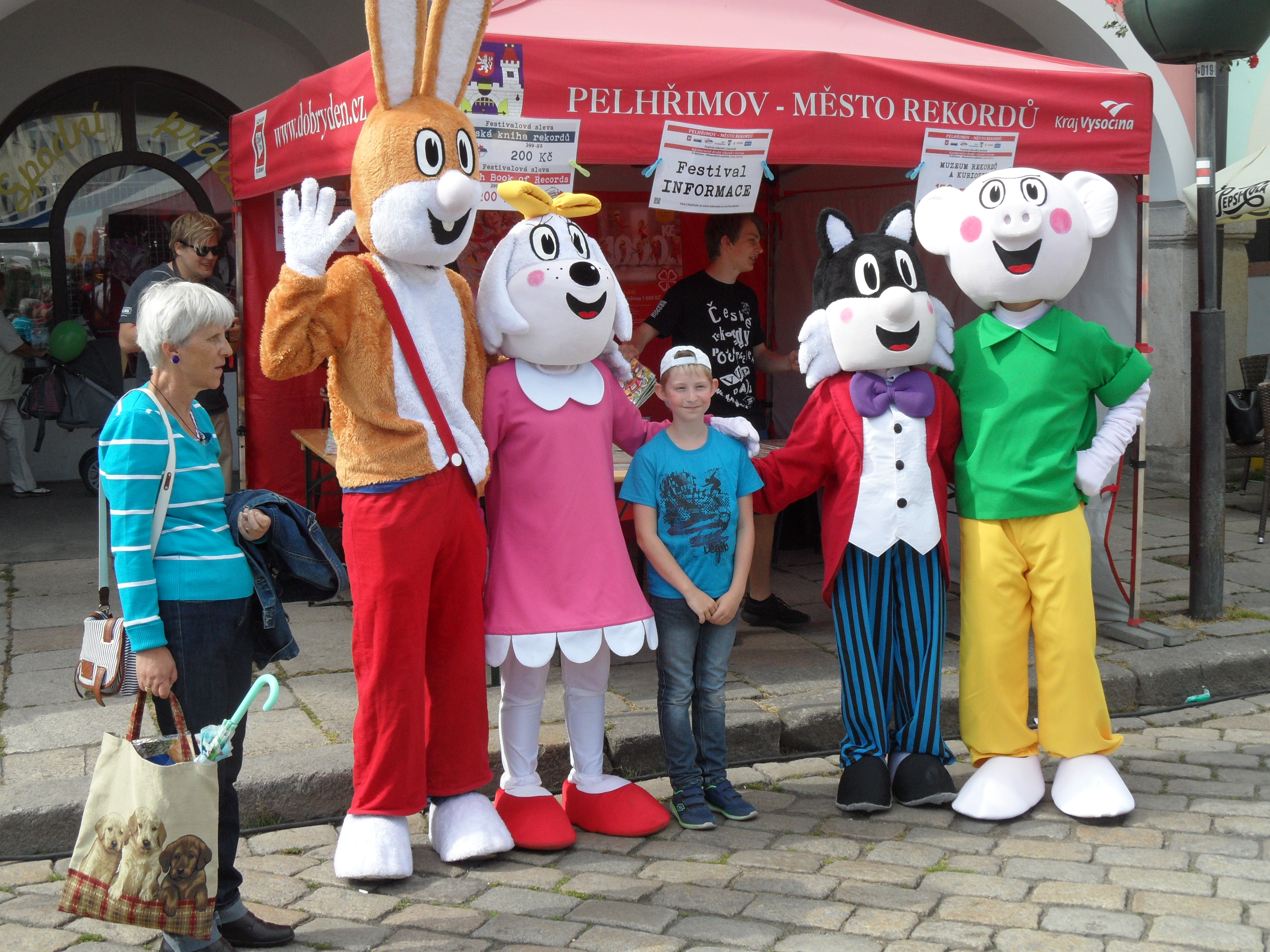
(Nejen) děti se fotografují se Čtyřlístkem
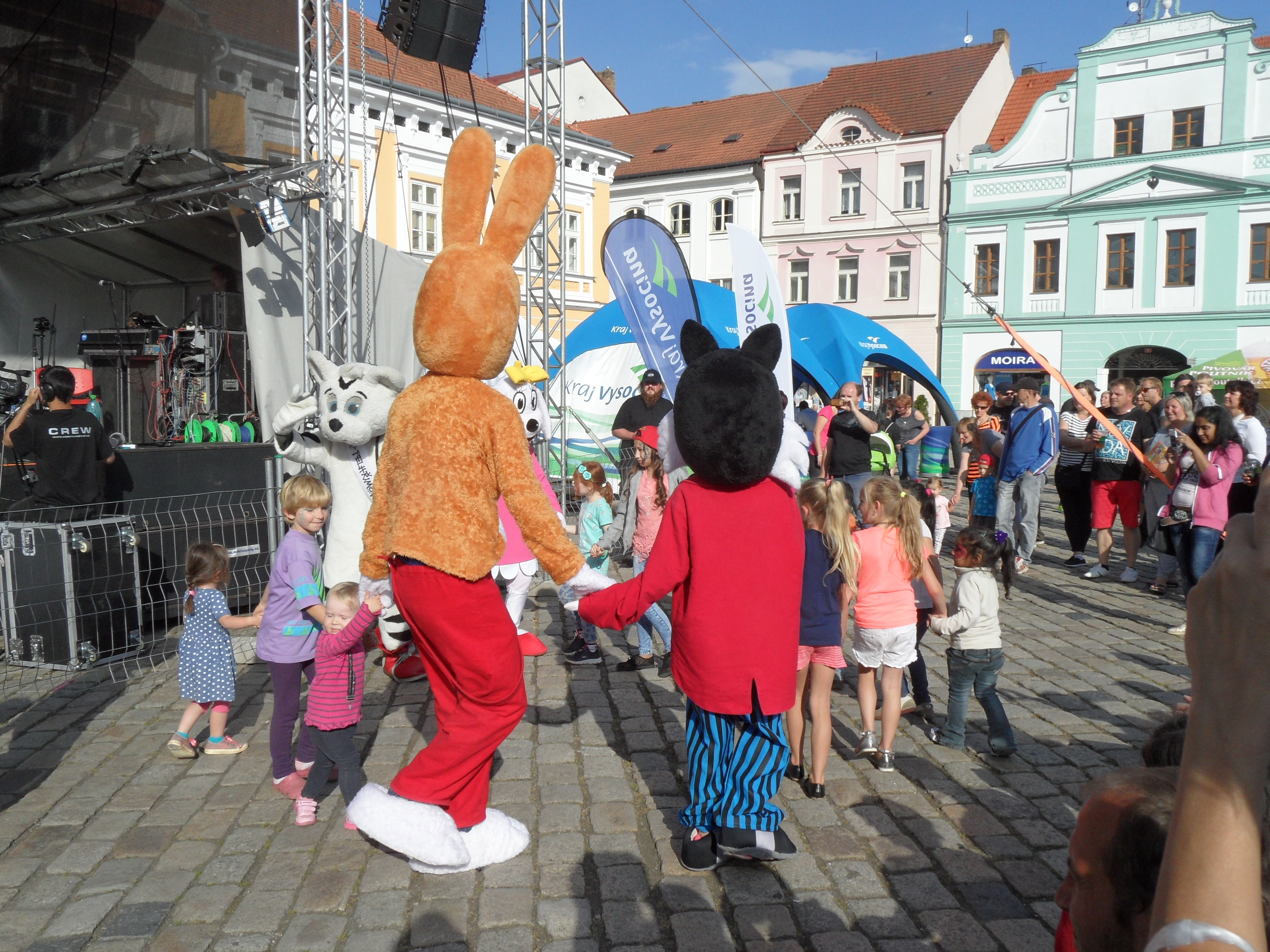
Děti tančí se Čtyřlístkem
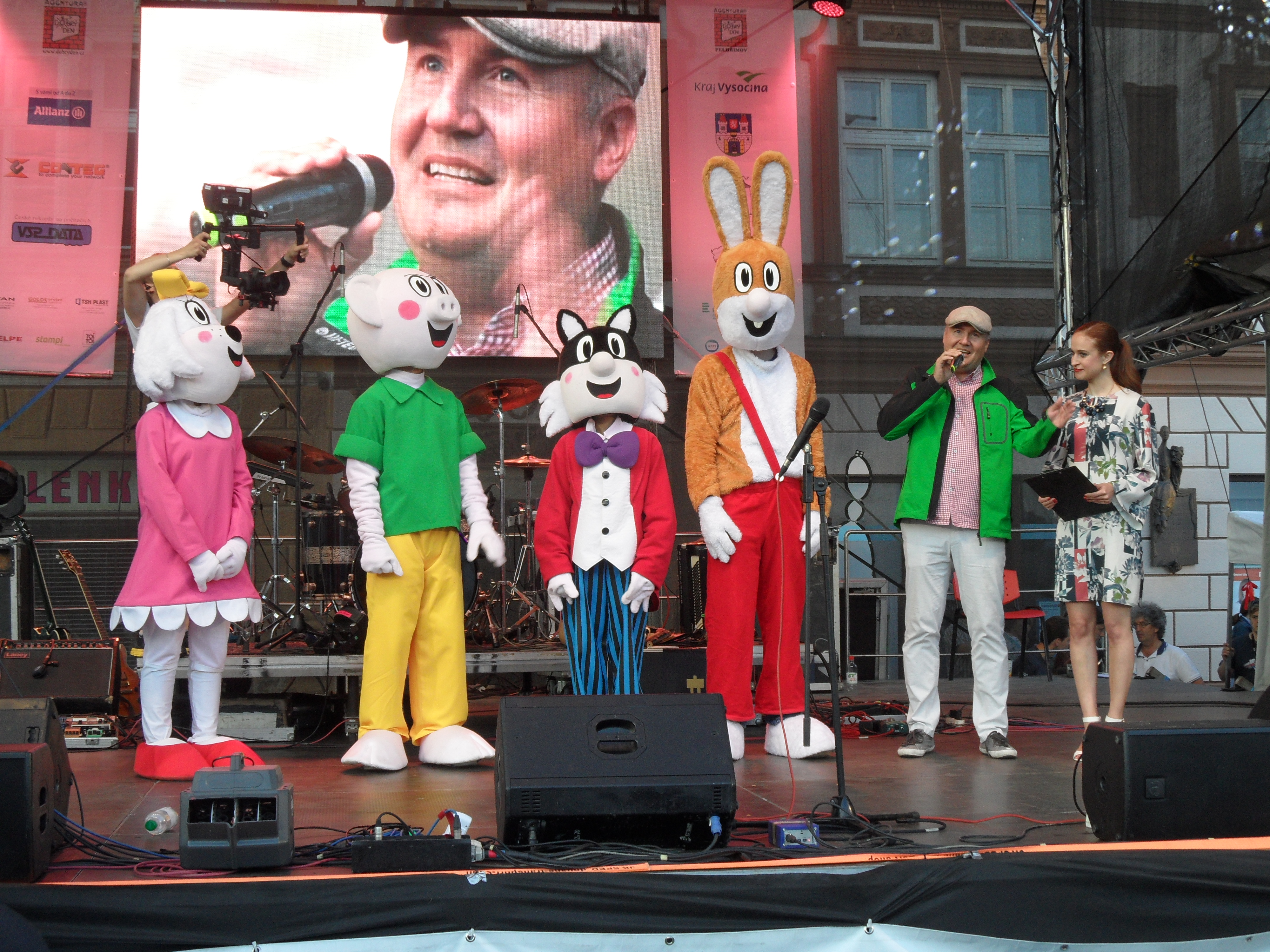
Pelhřimov: Čtyřlístek na pódiu
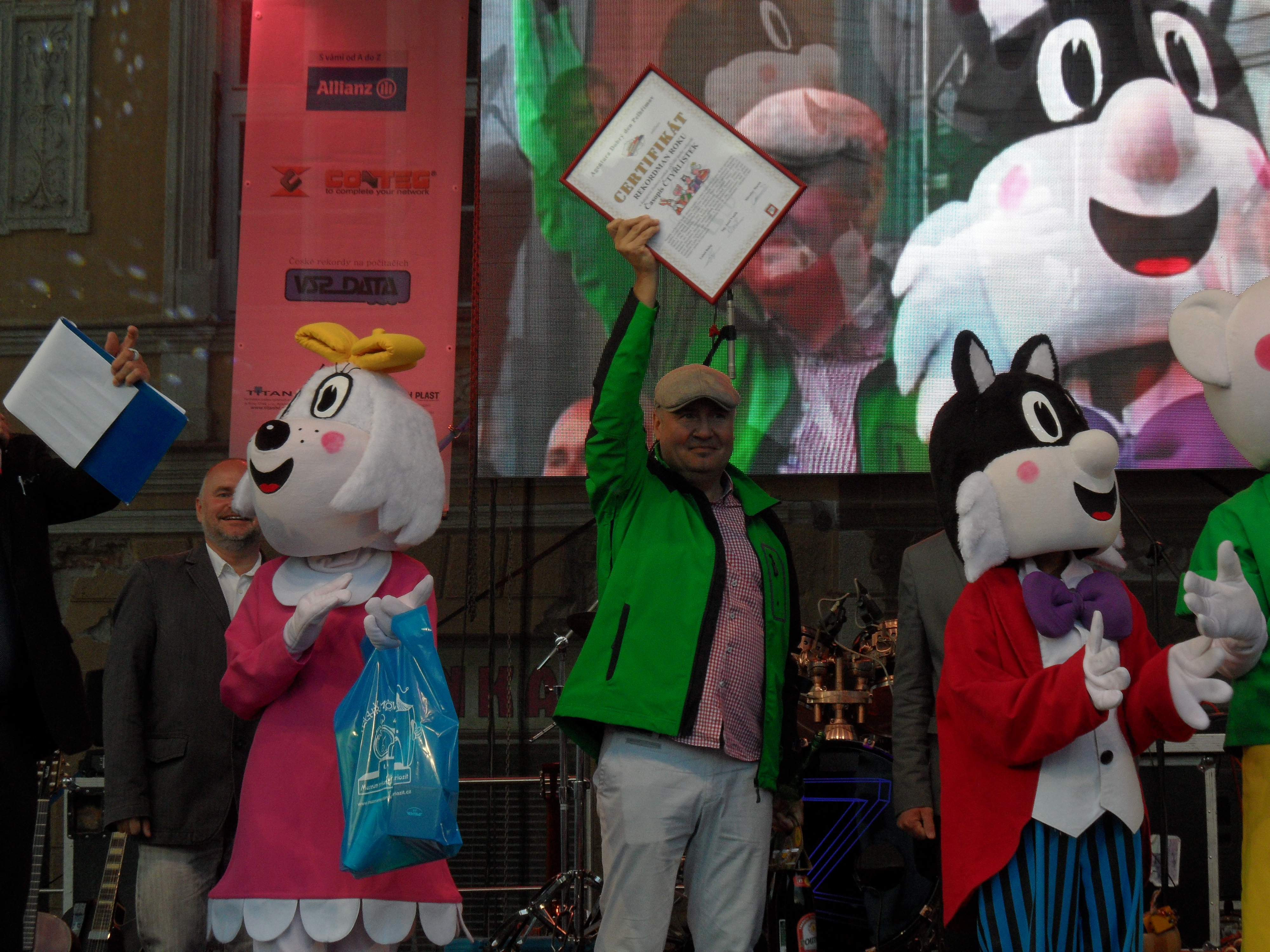
Pelhřimov: předání Certifikátu